# Осоркон II
Осоркон II (Usermaatre Setepenamun Setepenre Osorkon Meriamun) е фараон от 22-ра династия (Либийска или Бубастиска). Управлението му се отнася към 872 – 837 г. пр.н.е.

## Произход и управление
Син и наследник на Такелот I, Осоркон II наследява междуособната конфронтация с братовчед си Харсиесе А, върховният жрец на Амон в Тива, обявил се за фараон в Горен Египет. Когато Харсиесе умира ок. 860 – 55 г. пр.н.е., Осоркон II назначава за следващ върховен жрец на негово място своя син Нимлот. С това Египет отново е обединен и започва период на временна политическа консолидация, но в дългосрочен план центробежните тенденции се запазват.
Осоркон II е последният фараон от династията, който властва над обединен Египет. Продължителността на неговото управление е предмет на диспути сред египтолозите. Въпреки че Манетон отбелязва само 15 години, съществуват сигурни сведения за поне 23, а според други 34 – 38 или дори 40 – 45 години. Предвид намерените паметници на Осоркон II, свидетелстващи за неговия Хеб-сед фестивал (30-годишен юбилей от възкачването), мнозинството от изследователите приемат управление от ок. 30 – 40 години.
При Осоркон II Египет отново води активна външна политика в Предна Азия. Фараонът сключва съюз с Израилското царство, финикийския град Библос, Дамаското царство и други арамейски държави в Сирия, насочен срещу опасно нарастващата мощ на Асирия в Западна Месопотамия. През 853 г. пр.н.е. египетските и техните съюзни сили успяват да победят асирийците в Западна Сирия и да задържат тяхното настъпление в Ханаан за известно време.
Последният значителен фараон от 22-рата либийска династия, Осоркон II осъществява редица строителни проекти: в Бубастис е изграден храм на Бастет, построени и обновени са монументи в Тива, Мемфис и други. Подобно на предшествениците си, Осоркон II назначава много от своите синове и дъщери на висшите жречески длъжности, в опит да намали влиянието на жреческата каста.
Осоркон II е погребан в гробница NRT I в некропола на Танис. Той е наследен от Шешонк III и Такелот II, при които започва нова вълна на местен сепаратизъм и междуособни войни.